# Aleuroclava euryae
Aleuroclava euryae là một loài côn trùng cánh nửa trong họ Aleyrodidae, phân họ Aleyrodinae.
Aleuroclava euryae được Kuwana miêu tả khoa học đầu tiên năm 1911.